# Arteră poplitee
Artera poplitee este o continuare profundă plasată a deschiderii arterei femurale în porțiunea distală a mușchiului adductor mare. Are un traseu prin fosa poplitee și se termină la marginea inferioară a mușchiului popliteu, unde se ramifică în arterele tibiale anterioare și posterioare.
Cea mai profundă (cea anterioară) structură din fosă, artera poplitee se apropie de capsula articulară a genunchiului pe măsură ce se întinde pe fosa intercondiliană. Cinci ramuri geniculare ale arterei poplitee alimentează capsula și ligamentele articulației genunchiului. Arterele geniculare sunt arterele geniculare laterale superioare, mediale superioare, mediale, laterale inferioare și inferioare mediale. Aceasta participă la formarea anastomozei geniculare periarticulare, o rețea de vase care înconjoară genunchiul, care asigură circulația colaterală capabilă să mențină aportul de sânge la picior în timpul flexiei complete a genunchiului, care îndoaie artera poplitee.

## Anatomie

### Relații
- Anterior: Suprafața poplitee a femurului, articulația genunchiului și mușchiul popliteu.
- Posterior: vena poplitee și nervul tibial, fascia și pielea.
- Lateral: bicepsul femural și condilul lateral al femurului în partea superioară și plantaris, gastrocnemius lateral în partea inferioară.
- Medial: semimembranosul și condilul medial al femurului în partea superioară și nervul tibial, vena poplitee, capul medial al gastrocnemiei în partea inferioară.

### Ramuri
Ramurile arterei poplitee sunt:
- artera tibială anterioară
- artera tibială posterioară
- artera surală
- artera geniculară superioară medială
- artera geniculară laterală superioară
- artera geniculara mijlocie
- artera geniculară inferioară laterală
- artera geniculară inferioară medială

Ramurile musculare ale arterei poplitee alimentează mușchii hamstring, gastrocnemic, soleus și plantaris. Ramurile musculare superioare ale arterei poplitee au anastomoze importante din punct de vedere clinic cu partea terminală a arterelor femurale și gluteale profunde. Ramurile cutanate apar fie direct de la artera poplitee, fie indirect de ramurile musculare. Ramurile geniculare sunt cinci la număr, două superioare, două inferioare și una mijlocie. Artera geniculară mijlocie alimentează ligamentele încrucișate și membrana sinovială a articulației genunchiului.

### Trunchiul tibial-fibular
Artera fibulară apare de obicei din artera tibială posterioară. Prin urmare, artera tibială posterioară proximală a originii arterei fibulare se numește uneori trunchiul tibial-peroneal sau trunchiul tibial-fibular și s-ar putea spune că artera poplitee se bifurcă în trunchiul tibial-fibular și artera tibială anterioară.

## Semnificație clinică
- Pulsul popliteu: Deoarece artera poplitee este profundă, poate fi dificil să simțiți pulsul popliteu. Palparea acestui puls se efectuează în mod obișnuit cu persoana aflată în poziție predispusă cu genunchiul flectat pentru a relaxa fascia poplitee și hamstrings. Pulsațiile se simt cel mai bine în partea inferioară a fosei, unde artera poplitee este legată de tibia. Slăbirea sau pierderea pulsului popliteu este un semn al obstrucției arterei femurale.
- Anevrism popliteu și hemoragie: un anevrism popliteu (dilatarea anormală a întregii sau a unei părți a arterei poplitee) cauzează de obicei edem și durere în fosa poplitee. Un anevrism popliteu se poate distinge de alte mase prin pulsații palpabile (frisoane) și sunete arteriale anormale (bruituri) detectabile cu un stetoscop. Deoarece artera se află adânc până la nivelul nervului tibial, un anevrism poate întinde nervul sau îi poate comprima alimentarea cu sânge (vezi vasa vasorum). Durerea cauzată de o astfel de compresie nervoasă este de obicei afectată, în acest caz, pielea care acoperă aspectul medial al gambei, gleznei sau piciorului. Deoarece artera este aplicată îndeaproape pe suprafața poplitee a femurului și a capsulei articulare, fracturile femurului distal sau luxațiile genunchiului pot rupe artera, ducând la hemoragie. Mai mult, datorită apropierii și închiderii lor în fosă, o leziune a arterei și venei poate duce la o fistulă arteriovenosă (comunicare între o arteră și o venă). Nerecunoașterea acestor evenimente și lipsa acțiunii prompte pot duce la pierderea piciorului și piciorului. Dacă artera femurală trebuie ligată, sângele poate ocoli ocluzia prin anastomoza geniculară și ajunge la artera poplitee distală de ligatură.
- Sindrom de prindere a arterei poplitee

## Imagini suplimentare

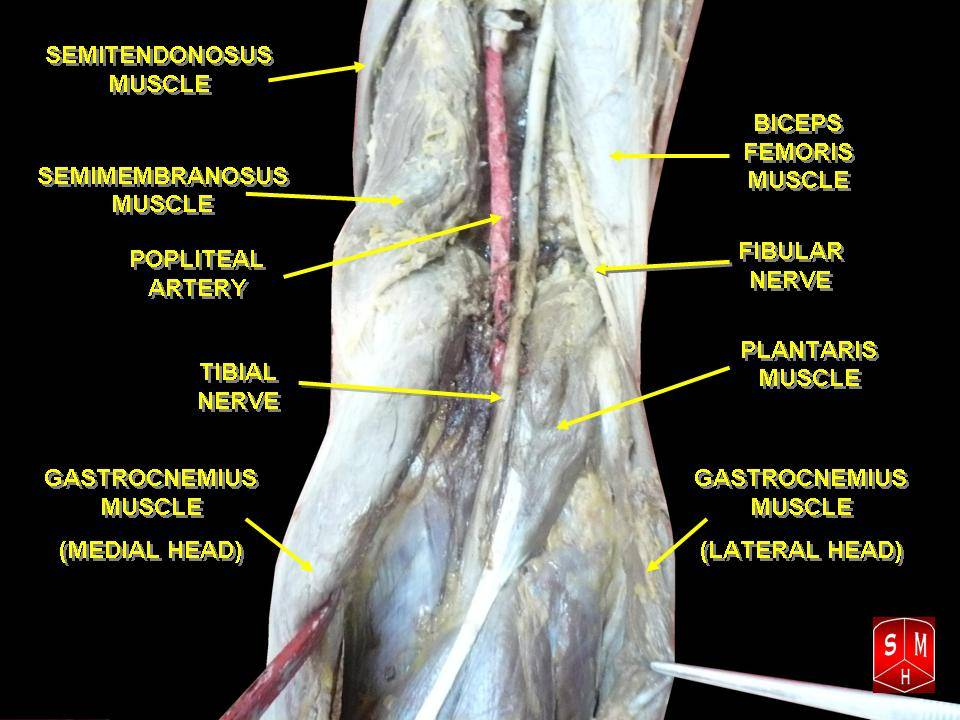
Artera poplitee
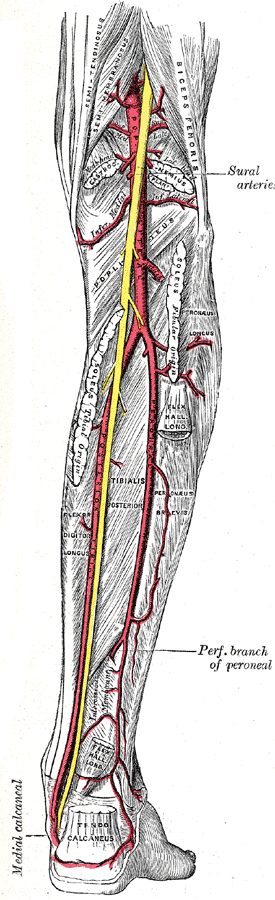
Arterele poplitee, tibiale posterioare și peronee.
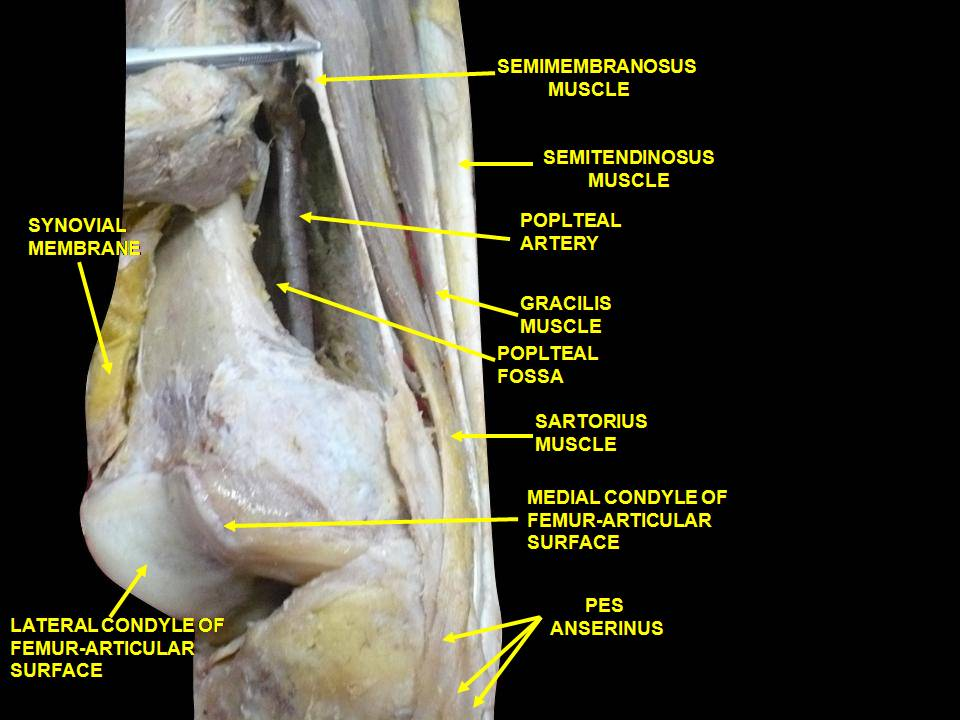
Mușchii coapsei. Vedere laterală.